# Ras al-Ajn (Hama)
Ras al-Ajn (arab. رأس العين) – miejscowość w Syrii, w muhafazie Hama. W 2004 roku liczyła 931 mieszkańców.